# Papiernia w Radomyślu

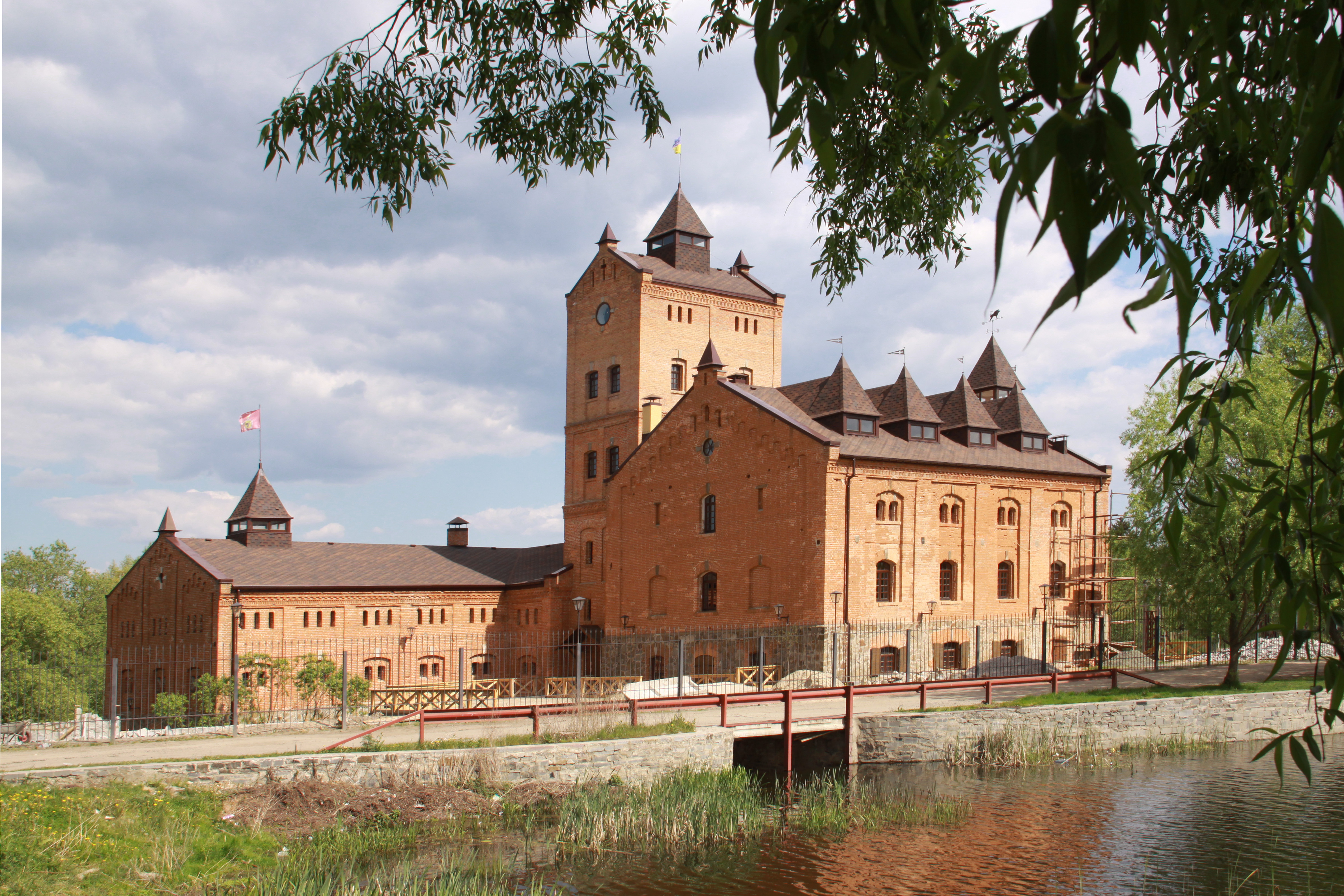
Gmach młynu na miejscu papierni XVII wieku w Radomyślu

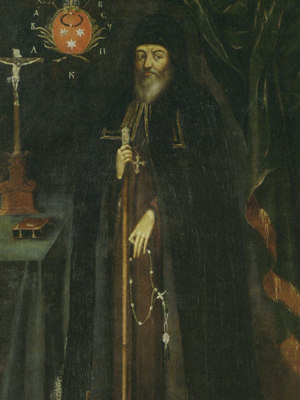
Elizeusz Pletenecki (1550–1624) – archimandryta Ławry Kijowsko-Pieczerskiej, założyciel papierni w Radomyślu

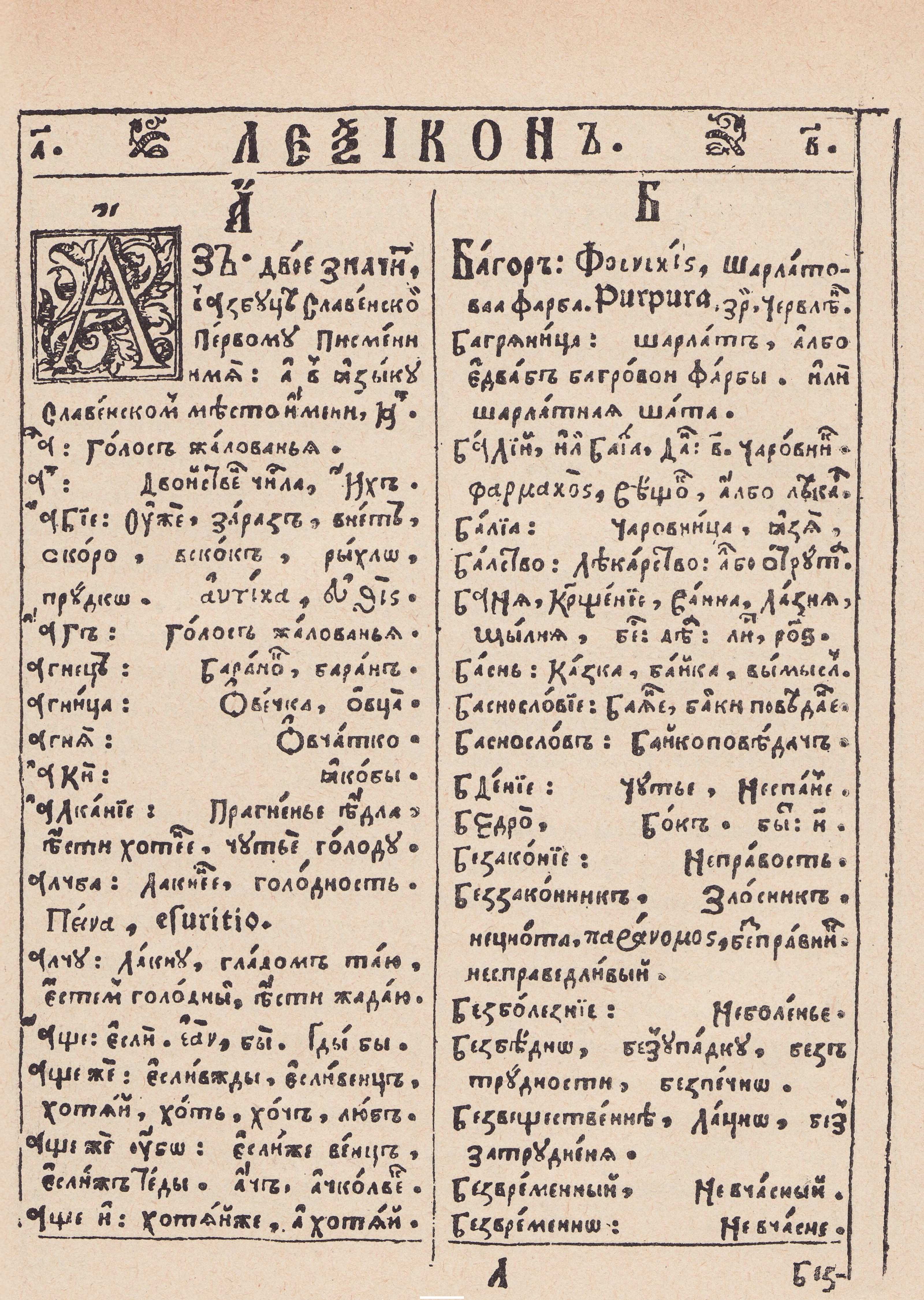
Pierwsza strona „Leksykonu słowiańsko-ruskiego” (1627), wydrukowanego na papierze z Radomyślu

Papiernia w Radomyślu – papiernia założona w pierwszej połowie XVII wieku, później młyn, teraz część Kompleksu Historyczno-Kulturalnego „Zamek Radomyśl”.
Papiernia powstała prawdopodobnie w roku 1612 w celu uruchomienia produkcji papieru na potrzeby drukarni Ławry Kijowsko-Peczerskiej, z inicjatywy archimandryty Ławry Elizeusza Pletenieckiego (1550–1624). Od momentu wybudowania do Powstania Chmielnickiego papiernia w Radomyślu była jedynym producentem papieru w centralnej części Ukrainy. Większość książek religijnych i świeckich, wydawanych wówczas w środkowej i wschodniej Ukrainie, została wydrukowana w drukarni Ławry na papierze, produkowanym w Radomyślu.
Papier z Radomyśla był produkowany z lnu, pokrzywy, konopi oraz ze starych strojów lnianych, miał jasnoszary kolor i był bardzo wytrzymały. Jest on łatwy do rozpoznania dzięki znakom wodnym czterech typów. Pierwsze dwa stanowią herby szlacheckie archimandrytów Elizeusza Pletenieckiego i Zacharyasza Kopysteńskiego. Pozostałe stanowią odpowiednio stylizowane wizerunki jednego z założycieli Ławry – Antoniego Pieczerskiego oraz kopuły z krzyżami.
Na papierze z Radomyśla wydrukowane zostały księgi, które zajmują do dziś istotne miejsce w dziejach ukraińskiego druku. Wśród nich są, m.in. pierwsza książka wydrukowana w Kijowie – „Księga godzin” (1616), pierwszy ukraiński zbiór poezji pt. „Wieniec cnoty przewielebnego w Bogu miłościwego pana ojca Eliseusza Pletenieckiego” (1618), pierwszy ukraiński słownik – „Leksykon słowiańsko-ruski” (1627) książka śpiewów cerkiewnych „Triodion” (1627).
Rola papierni w Radomyślu wzrosła w czasach metropolity Kijowskiego i Halickiego Piotra Mohyły (1597-1647), który zainicjował reformy szkolnictwa prawosławnego w Rzeczypospolitej. Reforma wymagała wydania wielu nowych podręczników, książek filozoficznych, polemicznych, przyrodoznawczych – a tym samym większej ilości papieru. Metropolita Piotr Mohyła zaprosił do Radomyśla niemieckich specjalistów. Oni założyli w miasteczku niemiecką osadę, która istniała do początku lat 30. XX wieku.
Pierwszy kierującym papiernią w Radomyślu był ekonom Ławry Kijowsko-Peczerskiej Pantelejmon Kochanowski, który prowadził papiernię do własnej śmierci. Kochanowski otrzymał staranne wykształcenie i był redaktorem kilku kompilacji ukraińskich tzw. dziejorysów. W roku 1654 Kochanowski odmówił złożenia przysięgi wierności carowi moskiewskiemu Aleksemu Michajłowiczowi.
Nie wiadomo dokładnie jak długo funkcjonowała papiernia. Prawdopodobnie została zburzona w czasie Powstania Chmielnickiego lub w okresie tzw. „Ruiny” (zbrojnej walki o władzę w środowisku szlachecko-kozackiej starszyzny w latach 50.-70. XVII wieku). W roku 1682 zgodnie z dekretem króla Jana III Sobieskiego miasto Radomyśl zostało włączone do unickiej archidiecezji lwowskiej. Do dekretubył załączony list inwentaryzacyjny, wyliczający wszystkie nieruchomości w mieście, jednak już bez wzmianki o papierni.
29 października 2009 r. w Radomyślu w pobliżu miejsca, gdzie znajdowała się papiernia, został postawiony pomnik Elizeusza Pletenieckiego (będący prawdopodobnie obecnie jedynym pomnikiem na Ukrainie stojącym na ruchomej powierzchni wody). Dziś pomnik jest częścią Kompleksu Historyczno-Kulturalnego „Zamek Radomyśl”, utworzonego w latach 2007–2011 przez ukraińską lekarkę i działaczkę społeczną, dr. med. Olhę Bohomołeć. Znajduje się tu Muzeum Ukraińskich Ikon Domowych, na którego kolekcję składa się prywatny zbiór ikon zebranych przez Olgę Bohomolec.